# Grad Stara Loka
Grad Stara Loka ali tudi Starološki grad v Stari Loki pri Škofji Loki se je verjetno razvil iz dvorca freisinškega gospostva. 
Grad ima ohranjene okrogle obrambne stolpe in južni trakt s konzolnimi pomoli. Okoli gradu je bil tudi obrambni jarek, ki pa je danes zasut. V grajskem pritličju je vzidan nagrobnik nekdanjega lastnika gradu Viljema Raspa iz leta 1530. Domačini grad poimenujejo tudi Strahlov grad. Leta 1999 je bil grad razglašen za kulturni spomenik državnega pomena.

## Zgodovina
Prvo navedbo gradu je moč zaslediti v fevdni knjigi iz leta 1433. Pripadalo mu je precej zemljišč, več kajž in kovačnici v Podnu. Grad so si lastile vplivne rodbine Sigesdorf, Rasp, Scarlichi, Pečaher in Erberg. Bogati domačin Mihael Papler si je z nakupom pridobil lastništvo nad gradom v začetku 17. stoletja. Skupaj z drugo posestjo v Puštalu je grad prešel v lastništvo Andreja Paradeiserja oziroma za njim Ane Marije Posarelli roj. Paradeiser. Ta je zopet združila skupaj vso puštalsko posest tudi tisto ki jo je predhodno pridobil Mihael Papler. Grad je leta 1755 na dražbi kupil Matevž Demšar, trgovec s platnom z Žetine. Njegov sin Jožef Demšar, ga je leta 1819 prodal Frideriku pl. Strahlu iz Erfurta, ki je bil poročen z njegovo hčerjo Terezijo Justino Demšar. Njun sin Anton Jožef Edvard Strahl je grad prenovil in ga napolnil z umetninami in starinami izvirajočimi iz širše loške okolice. Po smrti zadnjega Strahla - Karla je grad s posestvom kupil lesni trgovec Dolenc, a ga je že leta 1935 prodal društvu Dom slepih.

## Dejavnosti
Društvo je pričelo 1. januarja 1937 v prostorih gradu izvajati dejavnosti varstva, nege in oskrbe odraslih oseb. To je tudi začetek tovrstne dejavnosti v Sloveniji. Dejavnost je v gradu potekala do leta 1944, ko so nemške okupacijske sile stanovalce premestile v starološko župnišče. Po letu 1945 se v gradu ponovno odvijajo dejavnosti varstva, nege in oskrbe slepih oseb. Z izboljšanjem materialnih pogojev Zveze društev slepih in slabovidnih Slovenije se ustanovijo samostojne invalidske delavnice, prične se poklicno usposabljanje slepih oseb za poklic telefonista, pletarja, ščetkarja, metlarja. Dom in delavnice se leta 1964 združita v Center slepih in slabovidnih. Tekom let se je dejavnost centra spreminjala, od leta 2004 pa v gradu in v letu 1979 novozgrajenem objektu poteka varstva slepih in slabovidnih starejših občanov.
Večina bogate Strahlove zbirke je prešla v last Narodnega in Etnografskega muzeja ter Narodne galerije v Ljubljani. Med leti 1985 in 2008 je grad gostil zbirko Muzeja pošte in telekomunikacij.